# The Shark Master

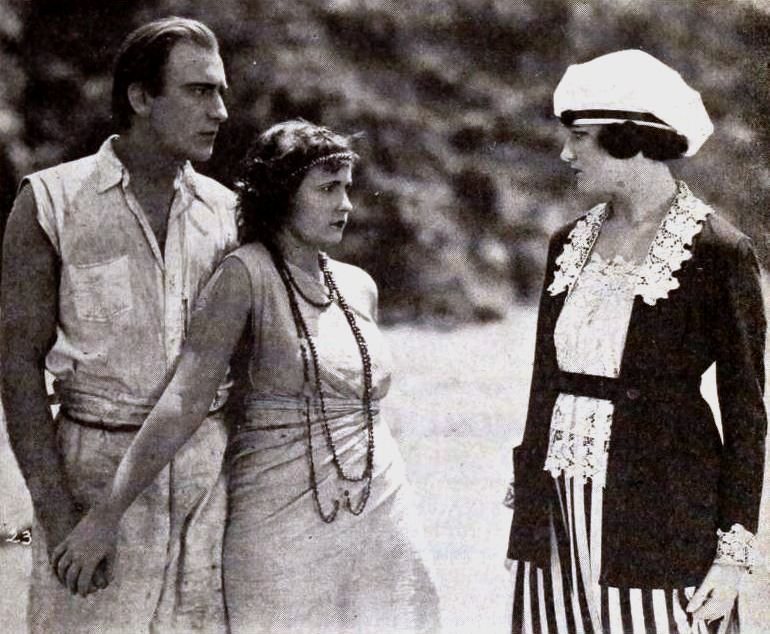
Frank Mayo, May Collins et Doris Deane dans une scène du film.

The Shark Master est un film américain réalisé par Fred LeRoy Granville et sorti en 1921.

## Synopsis
Le jeune McLeod Dean fait naufrage sur l'île d'Amanu, dans le Pacifique Sud, où il  est sauvé par Flame Flower, une orpheline blanche qui a été recueillie par les insulaires alors qu'elle était enfant et élevée comme leur reine. Elle tombe amoureuse de McLeod, mais celui-ci la rejette, ne pensant qu'à sa fiancée, June Marston. Avec le temps, cependant, il la prend  comme compagne. Après une longue recherche dans les îles, June retrouve McLeod, mais elle met fin à leurs fiançailles lorsqu'elle découvre qu'il a eu un enfant avec la reine de l'île. Elle se jette à l'eau de désespoir, et McLeod se bat avec un requin pour la sauver.

## Fiche technique
- Réalisation : Fred LeRoy Granville
- Scénario : George C. Hull, Fred LeRoy Granville
- Photographie : Leland Lancaster
- Genre : Mélodrame[1]
- Production : Universal Film Manufacturing Company
- Distributeur : Universal Film Manufacturing Company
- Durée : 50 minutes (5 bobines)[2]
- Date de sortie : 
  - États-Unis : 28 août 1921

## Distribution
- Frank Mayo : McLeod Dean
- Doris Deane : June Marstoon
- Herbert Fortier : Captaine Marston
- Oliver Cross : Donaldson
- May Collins : Flame Flower

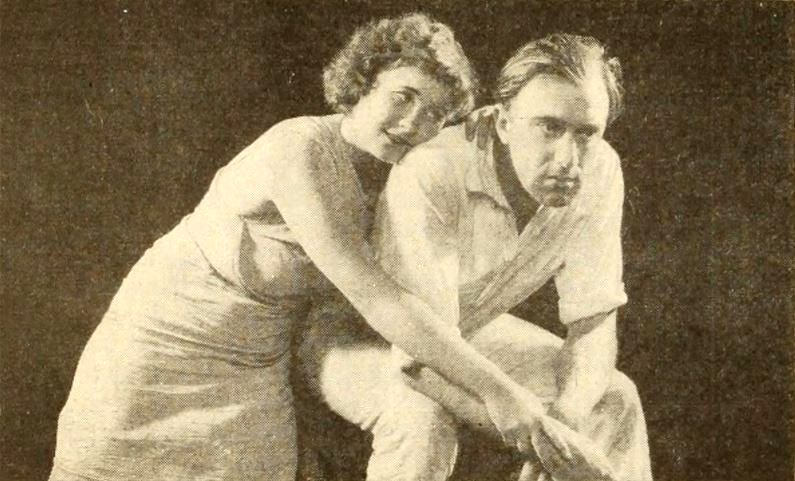
May Collins et Frank Mayo.

- Bowditch M. Turner : Native Priest
- Nick De Ruiz : Native Chief
- Karl Silvera : Moto